# Плюс-минус (хоккей)
«Плюс-минус» (+/−, P/M) — статистический показатель игрока в хоккее.
«Плюс-минус», который также часто называют показателем полезности, отражает разность заброшенных и пропущенных командой шайб в то время, когда тот или иной игрок находился на льду. Этот показатель не применяется к вратарям.
«Плюс-минус» вычисляется по следующей системе. Когда команда, играющая в меньшинстве или в равных с соперником составах, забрасывает шайбу (голы со штрафных бросков не учитываются), игроки этой команды, находящиеся в этот момент на льду, получают «плюс». При этом, если вратарь был заменён на полевого игрока, и ворота были пусты, гол не учитывается.
Соответственно, игроки команды, находящиеся на льду, когда их команда пропускает шайбу в большинстве или в равных составах, получают «минус».
«Плюс-минус» игрока может вычисляться как в отдельном матче, так и по сумме всех матчей турнира или сезона. Например, если игрок до матча имел в сумме «-8», а в матче набрал «+3», то его общая сумма становится «-5».

## История
Первой командой, начавшей подсчитывать показатель «плюс-минус», были «Монреаль Канадиенс» примерно в 1950-х годах. Другие команды НХЛ переняли инициативу в начале 60-х, а сама НХЛ начала официально вычислять «плюс-минус» в 1967 году. Обычно изобретение «плюс-минуса» связывают с именем известного игрока и тренера Эмиля Фрэнсиса, однако он всего лишь популяризировал и немного адаптировал систему, придуманную в Монреале.